# Choque cultural

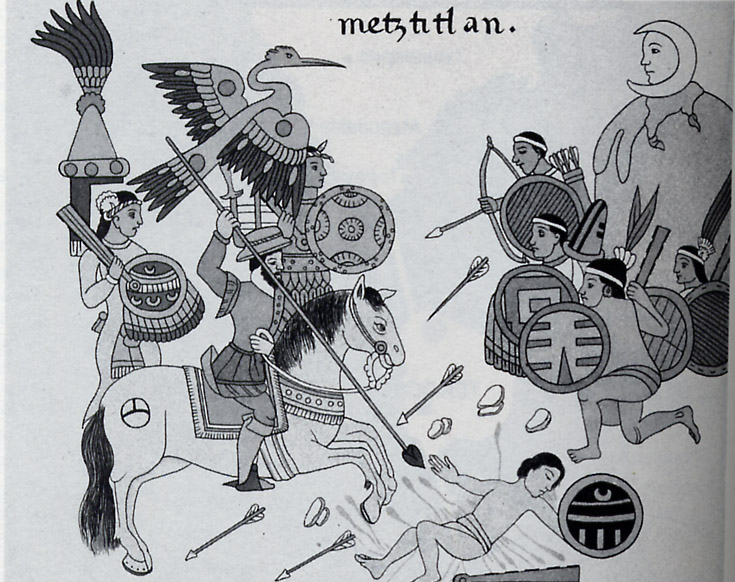
El encuentro con los conquistadores con rifles y caballos conmocionó a los aztecas, por lo que confundieron a los europeos con profetas llegados del este.

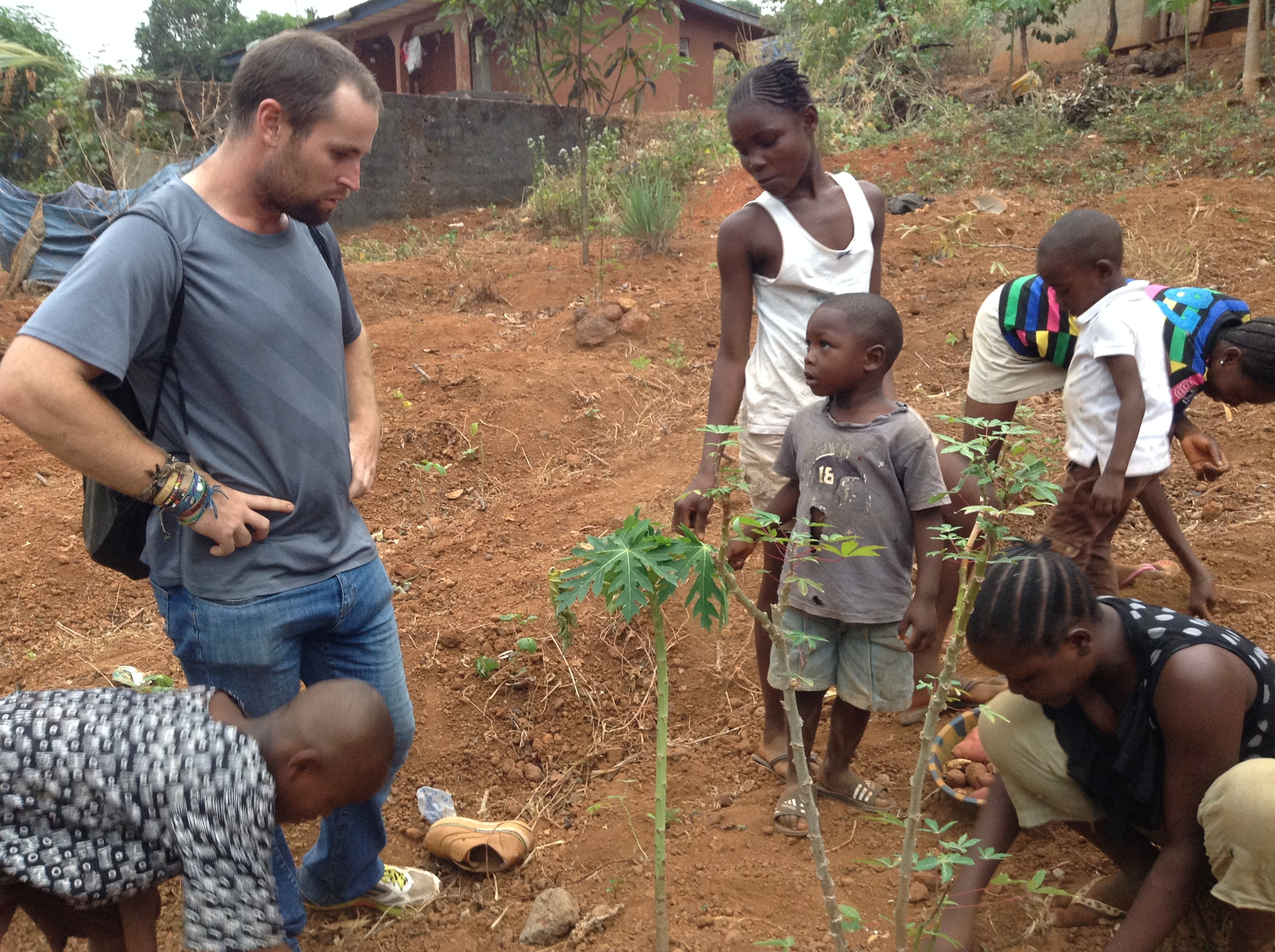
Viajero de Australia visitando una pequeña granja en Sierra Leona.

El choque cultural es una experiencia que una persona puede tener cuando se traslada a un entorno cultural que es diferente del lugar donde se nació; también es la desorientación personal que una persona puede sentir al experimentar una forma de vida desconocida debido a la inmigración o una visita a un nuevo país, un cambio entre entornos sociales o simplemente la transición a otro tipo de vida. Una de las causas más comunes de choque cultural involucra a personas en un ambiente extraño. El choque cultural puede describirse como consistente en al menos una de cuatro fases distintas: luna de miel, transición, ajuste y adaptación.
Los problemas comunes incluyen: sobrecarga de información, barrera del idioma, brecha generacional, brecha tecnológica, interdependencia de habilidades, dependencia de formulación, nostalgia (cultural), aburrimiento (dependencia laboral), capacidad de respuesta (conjunto de habilidades culturales). No hay una manera verdadera de prevenir por completo el choque cultural, ya que los individuos en cualquier sociedad se ven personalmente afectados por los contrastes culturales de manera diferente.

## Teoría de las cuatro etapas

Según el modelo, las personas inicialmente tendrán (1) período de luna de miel y luego (2) período de transición, es decir, choque cultural. Pero más tarde, la gente comenzará a adaptarse (3) (la línea de puntos muestra que algunas personas odiarán la nueva cultura). Y (4) se refiere a algunas personas que regresan a su lugar para adaptarse a la cultura antigua.

Kalervo Oberg propuso por primera vez su modelo de ajuste cultural en una charla con el Club de Mujeres de Río de Janeiro en 1954.

### Luna de miel
Durante este período, las diferencias entre la cultura antigua y la nueva se ven bajo una luz romántica. Por ejemplo, al mudarse a un nuevo país, un individuo puede amar la nueva comida, el ritmo de vida y los hábitos de los lugareños. Durante las primeras semanas, la mayoría de la gente está fascinada por la nueva cultura. Se asocian con nacionales que hablan su idioma y que son educados con los extranjeros. Como la mayoría de los períodos de luna de miel, esta etapa finalmente termina.

### Transición
Después de un tiempo (generalmente alrededor de tres meses, dependiendo del individuo), las diferencias entre la cultura antigua y la nueva se hacen evidentes y pueden crear ansiedad. La emoción eventualmente puede dar paso a sentimientos desagradables de frustración y enojo a medida que uno continúa experimentando eventos desfavorables que pueden percibirse como extraños y ofensivos para la actitud cultural de uno. Las barreras del idioma, las marcadas diferencias en la higiene pública, la seguridad del tráfico, la accesibilidad y la calidad de los alimentos pueden aumentar la sensación de desconexión del entorno.
Si bien ser transferido a un entorno diferente ejerce una presión especial sobre las habilidades de comunicación, hay dificultades prácticas que superar, como la interrupción del ritmo circadiano que a menudo conduce al insomnio y la somnolencia diurna; adaptación de la flora intestinal a diferentes niveles y concentraciones de bacterias en alimentos y agua; dificultad para buscar tratamiento para la enfermedad, ya que los medicamentos pueden tener diferentes nombres del país nativo y los mismos ingredientes activos pueden ser difíciles de reconocer.
Aun así, el cambio más importante en el período es la comunicación: las personas que se adaptan a una nueva cultura a menudo se sienten solas y nostálgicas porque todavía no están acostumbradas al nuevo entorno y conocen a personas con las que no están familiarizadas todos los días. La barrera del idioma puede convertirse en un obstáculo importante en la creación de nuevas relaciones: se debe prestar especial atención a los signos del lenguaje corporal específicos de la cultura propia y ajena, el paso en falso lingüístico, el tono de conversación, los matices y costumbres lingüísticas, y los falsos amigos.
En el caso de los estudiantes que estudian en el extranjero, algunos desarrollan síntomas adicionales de soledad que finalmente afectan su estilo de vida en general. Debido a la tensión de vivir en un país diferente sin el apoyo de los padres, los estudiantes internacionales a menudo se sienten ansiosos y más presionados mientras se adaptan a nuevas culturas, aún más cuando las distancias culturales son amplias, ya que los patrones de lógica y habla son diferentes y se pone un énfasis especial en la retórica.

### Ajustamiento
Nuevamente, después de algún tiempo (generalmente de 6 a 12 meses), uno se acostumbra a la nueva cultura y desarrolla rutinas. Uno sabe qué esperar en la mayoría de las situaciones y el país anfitrión ya no se siente tan nuevo. Uno se preocupa por la vida básica de nuevo, y las cosas se vuelven más "normales". Uno comienza a desarrollar habilidades de resolución de problemas para tratar con la cultura y comienza a aceptar las formas de la cultura con una actitud positiva. La cultura comienza a tener sentido, y las reacciones negativas y las respuestas a la cultura se reducen.

### Adaptación
En la etapa de dominio, los individuos pueden participar plena y cómodamente en la cultura anfitriona. Dominio no significa conversión total; La gente a menudo mantiene muchos rasgos de su cultura anterior, como los acentos y los idiomas. A menudo se le conoce como la etapa bicultural.

## Desarrollo
Gary R. Weaver escribió que el choque cultural tiene "tres explicaciones causales básicas": pérdida de señales familiares, el colapso de las comunicaciones interpersonales y una crisis de identidad. Peter S. Adler enfatizó las causas psicológicas. Tema Milstein escribió que puede tener efectos positivos.

## Choque cultural invertido
Puede producirse un choque cultural inverso (también conocido como "choque de reingreso" o "choque cultural propio"); volver a la cultura de origen de uno después de acostumbrarse a uno nuevo puede producir los mismos efectos que los descritos anteriormente. Estos son resultados de las consecuencias psicosomáticas y psicológicas del proceso de reajuste a la cultura primaria. La persona afectada a menudo encuentra esto más sorprendente y difícil de tratar que el choque cultural original. En este fenómeno, las reacciones que los miembros de la cultura reingresada exhiben hacia el reingreso, y la inevitabilidad de los dos están resumidas en el siguiente dicho, también el título de un libro de Thomas Wolfe: You Can't Go Home Again.
El choque cultural inverso generalmente se compone de dos partes: idealización y expectativas. Cuando se pasa un período prolongado de tiempo en el extranjero, nos centramos en lo bueno de nuestro pasado, eliminamos lo malo y creamos una versión idealizada del pasado. En segundo lugar, una vez eliminado de nuestro entorno familiar y colocado en uno extraño, asumimos incorrectamente que nuestro mundo anterior no ha cambiado. Esperamos que las cosas sigan exactamente igual que cuando las dejamos. La constatación de que la vida en el hogar ahora es diferente, que el mundo ha continuado sin nosotros, y el proceso de reajuste a estas nuevas condiciones, así como la actualización de nuestras nuevas percepciones sobre el mundo con nuestra antigua forma de vida, causa incomodidad y angustia psicológica.

## Resultados
Fruto de la fase de ajuste, hay 3 resultados posibles:
- A algunas personas les resulta imposible aceptar la cultura extranjera e integrarse. Se aíslan del entorno del país anfitrión, que llegaron a percibir como hostiles, se retiran a un "gueto" (a menudo mental) y ven el regreso a su propia cultura como la única salida. Este grupo a veces se conoce como "rechazadores" y describe aproximadamente el 60% de los expatriados.[19] Estos "rechazadores" también tienen los mayores problemas para reintegrarse en casa después del regreso.[20]
- Algunas personas se integran completamente y adoptan todas las partes de la cultura anfitriona mientras pierden su identidad original. Esto se llama asimilación cultural. Normalmente permanecen en el país anfitrión para siempre. Este grupo a veces se conoce como "Adoptadores" y describe aproximadamente el 10% de los expatriados.[19]
- Algunas personas logran adaptarse a los aspectos de la cultura de acogida que ven como positivos, mientras conservan algunos de los suyos y crean su mezcla única. No tienen mayores problemas para regresar a sus hogares o mudarse a otro lugar. Se puede pensar que este grupo es cosmopolita. Aproximadamente el 30% de los expatriados pertenecen a este grupo.[19]

El choque cultural tiene muchos efectos diferentes, períodos de tiempo y grados de gravedad. Muchas personas se ven obstaculizadas por su presencia y no reconocen por qué les molesta.
Hay evidencia que sugiere que la influencia psicológica del choque cultural también podría tener implicaciones fisiológicas. Por ejemplo, el estrés psicosocial experimentado durante estas circunstancias se correlaciona con un inicio temprano de la pubertad.

## Choque de transición
El choque cultural es una subcategoría de una construcción más universal llamada choque de transición. El choque de transición es un estado de pérdida y desorientación predicado por un cambio en el entorno familiar que requiere ajuste. Hay muchos síntomas de shock de transición, que incluyen:
- Enfado
- Aburrimiento
- Comer compulsivamente/beber/aumento de peso
- Deseo de hogar y viejos amigos
- Excesiva preocupación por la limpieza
- Sueño excesivo
- Sentimientos de impotencia y abstinencia
- Quedarse "atascado" en una cosa
- Mirada vidriosa
- Nostalgia
- Hostilidad hacia los nacionales de acogida
- Impulsividad
- Irritabilidad
- Cambios de humor
- Reacciones de estrés fisiológico
- Estereotipos nacionales de acogida
- Pensamientos suicidas o fatalistas
- Retirada